# SMS Drache (1861)
SMS Drache – pierwsza z dwóch fregat pancernych typu Drache zbudowanych dla Österreichische Marine w latach 60. XIX wieku. Położenie stępki pod okręt odbyło się w lutym 1861 roku, wodowanie we wrześniu, a ukończenie w listopadzie 1862 roku. W czasie II wojny o Szlezwik w 1864 roku fregata pozostała na Adriatyku, podczas gdy pozostałe okręty zostały wysłane na Morze Północne w celu wsparcia Prus. Dwa lata później Prusy i Włochy zaatakowały Austrię w czasie wojny prusko-austriackiej. „Drache” wziął udział w zwycięskiej bitwie pod Lissą, w czasie której ciężko uszkodził włoski okręt obrony wybrzeża „Palestro”, podpalając go i ostatecznie zatapiając. Krótko po wojnie jednostka została zmodernizowana, ale przez resztę służby pozostała bezczynna. Do 1875 roku okręt zbutwiał i został wykreślony z rejestru marynarki 13 czerwca tego samego roku. Ostatecznie został rozebrany w latach 1883-1884.

## Konstrukcja
SMS „Drache” został zamówiony w odpowiedzi na dwa okręty pancerne typu Formidabile, które Włochy kupiły od Francji w 1860 roku. Miał 62,78 m długości między pionami i 70,1 m długości całkowitej. Jego szerokość wynosiła 13,94 m, a zanurzenie od 6,3 do 6,8 m. Wyporność standardowa wynosiła 2869 ton, zaś maksymalna 3160 ton. Okręt miał poziomą 2-cylindrową maszynę parową, która napędzała pojedynczą śrubę za pomocą pary dostarczanej przez cztery opalane węglem kotły parowe. Dym uchodził przez pojedynczy komin. Układ napędowy miał moc 1842-2060 KM i zapewniał prędkość 10,5-11 węzłów. Na potrzeby długich rejsów okręt został wyposażony w trzy maszty i takielunek barku. Załoga składała się z 346 oficerów i marynarzy.
Okręt był pancernikiem bateryjnym i był uzbrojony w 10 48-funtowych ładowanych odprzodowo armat gładkolufowych i 18 24-funtowych gwintowanych armat ładowanych odprzodowo. Działa te umieszczone były w furtach wzdłuż burt okrętu. W 1867 roku uzbrojenie zostało wymienione na 10 ładowanych odprzodowo dział gwintowanych Armstrong kal. 178 mm i 2 brązowe, ładowane odprzodowo gwintowane działa kal. 51 mm. Fregata była wyposażone w taran. „Drache” posiadał pas opancerzenia o grubości 115 mm, wykonany z kutego żelaza.

## Służba
Stępka pod „Drache” została położona 18 lutego 1861 roku w stoczni Stabilimento Tecnico Triestino w Trieście. Okręt został zwodowany 9 września 1861 roku i ukończony w listopadzie 1862 roku. W trakcie II wojny o Szlezwik „Drache” i jego siostrzany okręt, „Salamander”, pozostały na Adriatyku w celu obrony austriackiego wybrzeża, podczas gdy austriacka eskadra została wysłana na Morze Północne w celu wsparcia Prus. W czerwcu 1866 roku Włochy wypowiedziały wojnę Austrii, rozpoczynając trzecią wojnę o niepodległość. Mniej więcej w tym samym czasie rozpoczęła się również wojna prusko-austriacka. Kontradmirał Wilhelm von Tegetthoff, dowódca austriackiej floty, natychmiast zarządził mobilizację. Kiedy okręty zostały w pełni obsadzone, rozpoczęły się ćwiczenia w Fasanie. 27 czerwca Tegetthoff przeprowadził swoją flotę pod Ankonę w celu wyciągnięcia włoskiej floty z jej bazy, ale włoski dowódca, admirał Carlo di Persano nie zdecydował się podjąć walki.

### Bitwa pod Lissą

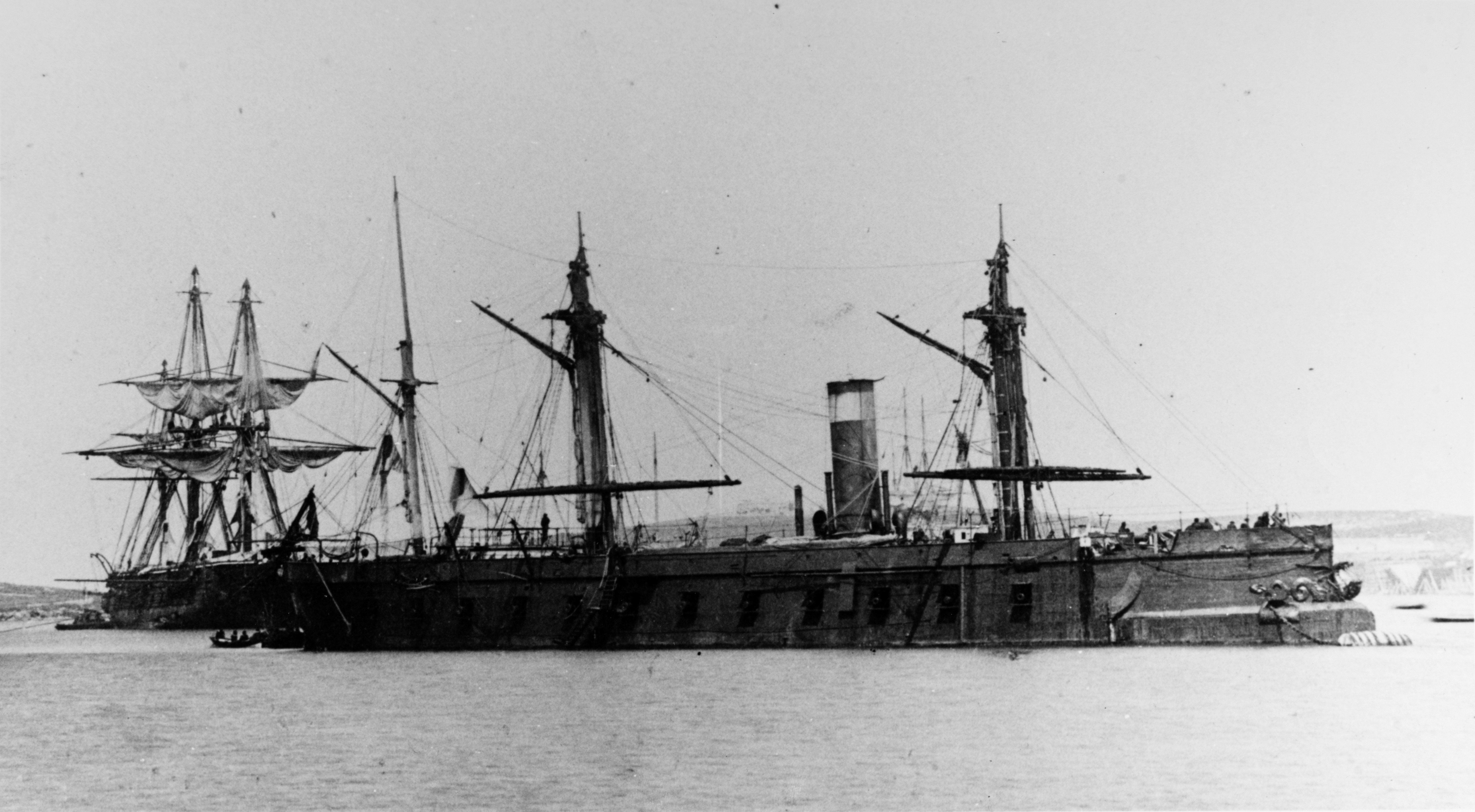
„Drache”, ok. 1866 r.

16 lipca Persano wyprowadził swoją flotę z Ankony i skierował się w stronę wyspy Lissa, do której dotarł dwa dni później. Razem z główną flotą złożoną z 12 okrętów pancernych, pod wyspę przybyły również transportowce z zaokrętowanymi 3000 żołnierzami. Następne dwa dni Włosi spędzili, bombardując austriackie pozycje i nieskutecznie próbując wysadzić desant. Między 17 a 19 lipca Tegetthoff otrzymał kilka telegramów informujących o włoskim ataku, lecz na początku uważał je za fałszywe, wierząc, że miały one za zadanie wyciągnięcie austriackiej floty z jej baz w Puli i Wenecji. Dopiero rankiem 19 lipca zrozumiał, że Lissa rzeczywiście jest włoskim celem i poprosił o pozwolenie na atak. Gdy flota Tegetthoffa przybyła w okolice Lissy 20 lipca, włoskie okręty ustawione były w szyku do kolejnej próby lądowania. Włosi podzieleni byli na trzy grupy, z których tylko dwie mogły skoncentrować się na czas, by przeciwstawić się Austriakom. Tegetthoff uformował swoje okręty pancerne w szyk klinowy, z „Drache” na prawej flance; drewniane okręty z drugiego i trzeciego dywizjonu podążyły za nimi w takich samych formacjach.
W trakcie formowania szyku swoich okrętów, Persano przeniósł się ze swojego okrętu flagowego, „Re d’Italia”, na „Affondatore”. To spowodowało lukę we włoskiej formacji i Tegetthoff skorzystał z okazji, by rozdzielić włoską flotę, i rozpocząć walkę na bliski dystans. Przepłynął przez wyrwę, ale nie udało mu się staranować żadnego nieprzyjacielskiego okrętu, przez co musiał zawrócić i podjąć jeszcze jedną próbę. „Drache” rozpoczął zmasowany ostrzał burtowy w stronę okrętu obrony wybrzeża „Palestro”, a jego kula ognista zaprószyła poważny pożar na pokładzie włoskiej jednostki, która wycofała się, mogąc osiągnąć większą prędkość niż „Drache”. Pozostawiony bez przypisanego okrętu „Drache”, razem z kilkoma innymi austriackimi okrętami, przeniósł swój ogień na „Re d’Italia”. Jedna z salw „Drache” uszkodziła ster włoskiego okrętu, narażając go na łatwe staranowanie. Tegetthoff skierował swój okręt flagowy na „Re d’Italia” i uzyskał czyste trafienie taranem, poważnie dziurawiąc burtę włoskiej fregaty na wysokości linii wodnej. W tym czasie „Drache” został trafiony kilka razy, a jeden z pocisków zabił dowódcę okrętu, kapitana von Molla, trafiając go w głowę. Na resztę bitwy dowództwo nad okrętem przejął porucznik Karl Weyprecht. Wzniecony został również niewielki pożar, ale załoga szybko go zdusiła. Inny pocisk zniszczył maszt główny. Poza tym okręt nie odniósł poważniejszych uszkodzeń w czasie bitwy.
Po zatonięciu „Re d’Italia” włoska flota zaczęła wycofywać się z walki z płonącym i zostającym z tyłu „Palestro”, który został później zniszczony przez wybuch magazynu amunicji. Persano przerwał bitwę i, mimo że wciąż miał przewagę liczebną nad Austriakami, nie zdecydował się przeprowadzić kontrataku swymi zdemoralizowanymi siłami. Ponadto jego flocie kończyły się amunicja i węgiel. Włosi, a następnie Austriacy, zaczęli się wycofywać; Tegetthoff postanowił oddalić się na bezpieczny dystans, by nie ryzykować utraty swojego sukcesu. Po zapadnięciu zmroku obie floty kierowały się już w stronę swoich baz w Ankonie i Puli.

### Dalsza służba
Po powrocie do Puli, Tegetthoff utrzymywał swoją flotę na północnym Adriatyku, gdzie prowadziły działania rozpoznawcze przeciwko możliwemu włoskiemu atakowi. Jednak włoskie okręty nigdy się nie pojawiły, a 12 sierpnia oba państwa podpisały rozejm w Cormons. To zakończyło walki i doprowadziło do traktatu wiedeńskiego w 1866 roku. Pomimo że Austriacy pokonali Włochów w bitwach pod Lissą i Custozą, sami zostali doszczętnie pobici przez Prusy pod Sadową. W rezultacie Austria, która w 1867 roku na mocy ugody austriacko-węgierskiej stała się Austro-Węgrami, zmuszona była oddać Włochom Wenecję. Każda połowa monarchii dualistycznej mogła zawetować decyzje drugiej, przez co, ze względu na brak zainteresowania Węgrów ekspansją morską, znacząco ograniczono budżet na marynarkę wojenną. Jednym z natychmiastowych skutków wojny było rozbrojenie i wycofanie ze służby znacznej liczby austriackich okrętów.
Przeprowadzono skromną modernizację floty polegającą przede wszystkim na wymianie uzbrojenia na okrętach pancernych na działa gwintowane. Budżet na rok 1867 przewidywał fundusze na modernizację w pierwszej kolejności dwóch najstarszych okrętów we flocie – „Drache” i „Salamandra”. W latach 1867–1868 oba okręty otrzymały nowe uzbrojenie, ładowane odprzodowo gwintowane działa: 10 kal. 178 mm i dwa brązowe kal. 51 mm. 13 czerwca 1875 roku, zniszczony i podupadły „Drache” został skreślony z rejestru floty. Marynarka próbowała odsprzedać okręt Chinom, ale negocjacje zakończyły się fiaskiem i „Drache” został ostatecznie sprzedany na złom w 1883 roku. Jednostka została rozebrana w następnym roku.